# Michael Reepen
Michael II. Reepen OSB (* 24. Juni 1959 in Freiburg im Breisgau, Baden-Württemberg) ist ein deutscher Benediktinermönch und Abt der Abtei Münsterschwarzach am Main in Unterfranken.

## Biographie
Nach seinem Abitur 1979 in Sasbach arbeitete er als Hilfe zur Orientierung ein Jahr als Erzieher. Anschließend begann er in Freiburg im Breisgau Theologie zu studieren. 1982 trat er in die Abtei Münsterschwarzach ein. 1983 legte er seine Zeitliche Profess und 1987 die Ewige Profess ab. Ebenfalls 1987 schloss er sein Theologiestudium in Würzburg ab und wurde zum Priester geweiht.
In der Abtei arbeitete er zunächst als Erzieher im angeschlossenen Lehrlingsheim St. Placidus und war in der Jugend- und Kursarbeit des Klosters tätig. Auf Wunsch seines Abtes Fidelis Ruppert wirkte Reepen von 1989 bis 1991 als Missionar in Tansania. 1991 wurde er Rektor des Lehrlingsseminars und für drei Jahre Schulseelsorger am Egbert-Gymnasium, das ebenfalls zur Abtei gehört. Die Jahre vor seiner Wahl zum Abt von Münsterschwarzach war er als Novizenmeister der Abtei tätig.
Am 20. Mai 2006 wählten ihn die Mönche zum 75. Abt von Münsterschwarzach (dem 5. Abt nach der Neugründung 1913). Am 26. Juni 2006 erhielt er vom Bischof von Würzburg, Friedhelm Hofmann, die Abtsbenediktion. Er ist der zweite Abt von Münsterschwarzach mit dem Namen Michael.
Als Stellvertreter des Abtspräses der Benediktinerkongregation von St. Ottilien, Jeremias Schröder, wurde er durch dessen Wahl zum Abtprimas der Benediktiner am 14. September, dem Fest der Kreuzerhöhung, 2024, bis zur Neuwahl im Januar 2025 selbst zum Abtpräses.

## Abtswappen

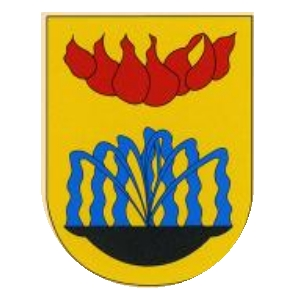
Wappen von Abt Michael OSB

Der Schild zeigt auf goldenem Grund oben sieben rote Feuerzungen, die Gaben des Heiligen Geistes, darunter ein Springbrunnen mit sieben blauen Fontänen aus einer schwarzen Schale aufsteigend, die Sakramente als Quellen des Lebens. 
Sein Wahlspruch lautet Cum Gaudio Sancti Spiritus: „In der Freude des Heiligen Geistes“, ein Satz aus der Regel des heiligen Benedikt (Kapitel 49,59).